# Neodermis
Die Neodermis oder das Tegument ist eine „sekundäre Körperbedeckung“ bei den Angehörigen der Neodermata, zu denen die Bandwürmer (Cestoda), die Hakensaugwürmer (Monogenea) und die Saugwürmer (Trematoda) gehören, sowie den Kratzwürmern (Acanthocephala).

## Neodermis der Neodermata

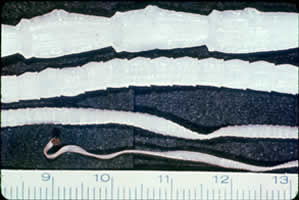
Rinderbandwurm (Taenia saginata)

Die Neodermis wird aus Zellen mesodermalen Ursprungs gebildet und ersetzt die ursprüngliche Epidermis. Dies geschieht durch larval bereits vorhandenes Mesodermgewebe, das sich durch Ausläufer unter die Epidermis schiebt und diese ablöst. Die einzelnen Zellen der Neodermis verschmelzen nachher zu einem einheitlichen Gewebe ohne Zellgrenzen, das als Synzytium bezeichnet wird und bei dem die Zellkerne weiter im Körperinneren, unterhalb der basalen Matrix, liegen. Die Bildung der Neodermis erfolgt bei der Entwicklung der Erstlarven in eine erste parasitäre Form.

## Tegument der Acanthocephala

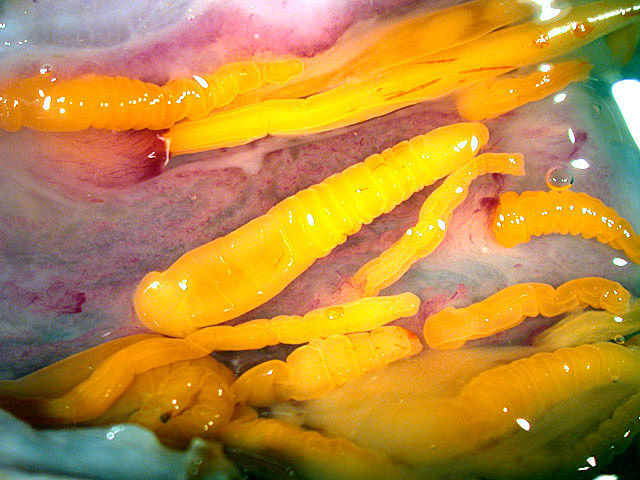
Pomphorhynchus im Rektum eines Blaufisch (Pomatomus saltatrix)

Das Tegument kann bei den sehr großen Arten bis zu zwei Millimeter dick werden und wird, ebenso wie viele andere Gewebe dieser Tiere, von einem Syncytium gebildet. Die Grundlage dieses Zellverbands bilden bei den meisten Arten etwa 6 bis 20 Einzelzellen, deren angrenzende Zellmembranen sich auflösen und somit gruppenspezifisch ein Gewebe mit vielen kleinen oder deutlich weniger sehr großen Zellkernen bilden. Die Zellkerne vergrößern sich im Laufe der Entwicklung und werden durch ständige Mitosen polyploid, bei vielen Arten verästeln sie sich und erreichen Durchmesser von bis zu zwei Millimetern. Besonders bei großen Arten zerfallen die Zellkerne ohne mitotische Teilung in viele kleine Bruchstücke. In der Epidermis liegen zudem Kollagenfasern, die an der Außenseite vorwiegend parallel zur Körperrichtung und in den unteren Schichten ringförmig verlaufen und so die Epidermis stabilisieren. Der äußerste Bereich ist dichter als der innere, bildet jedoch keinen Panzer. Diese Schicht ist von zahlreichen Einstülpungen durchzogen, die ein komplexes Lakunensystem bilden, welches der Ernährung dient.

## Belege
1. ↑  Willi Xylander: Neodermata. In: W. Westheide, R. Rieger (Hrsg.): Spezielle Zoologie. Teil 1: Einzeller und Wirbellose Tiere. Gustav Fischer Verlag, Stuttgart/Jena 1996, ISBN 3-437-20515-3, S. 230 ff.
2. ↑  Sievert Lorenzen: Acanthocephala, Kratzer. In:  Wilfried Westheide, Reinhard Rieger: Spezielle Zoologie. Teil 1: Einzeller und wirbellose Tiere. Gustav Fischer Verlag, Stuttgart/Jena 1996, ISBN 3-437-20515-3, S. 723–728.